# 乙酸庚酯
乙酸庚酯是化学式 C9H18O2的有机化合物。

## 存在

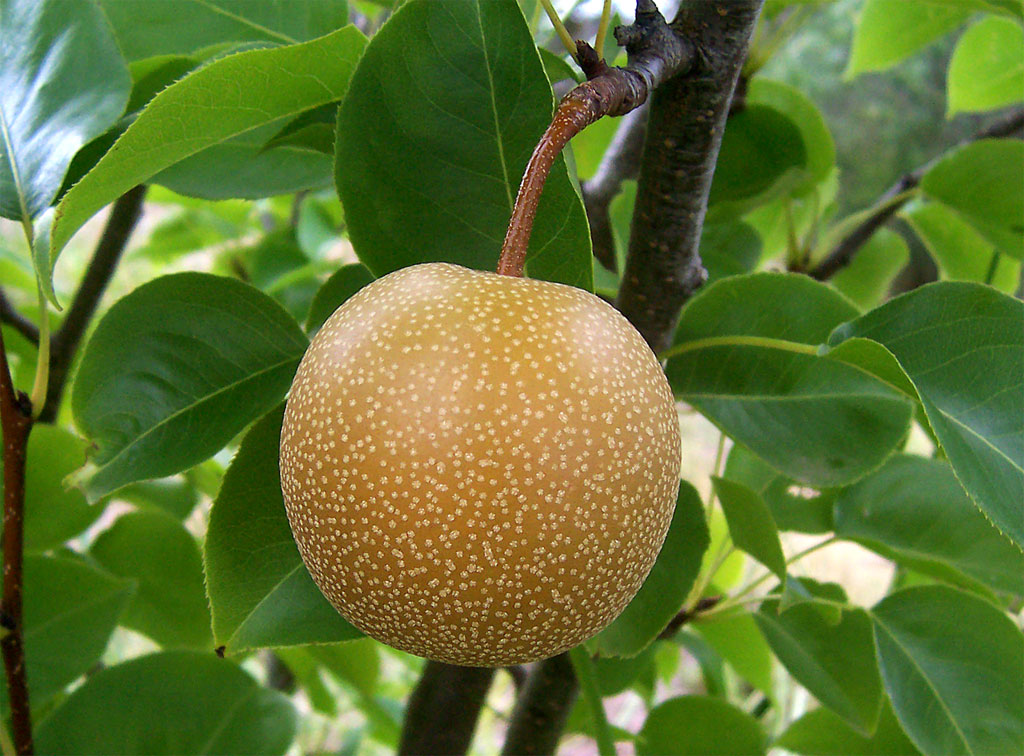
沙梨

乙酸庚酯天然存在于沙梨、柠檬和啤酒里。它也存在于香蕉、苹果、杏和姜中。

## 制备
乙酸庚酯可以由正庚醇和乙酰氯在镁粉存在下在醚反应而成。

## 性质
乙酸庚酯是有愉快气味的无色液体，不溶于水。

## 用处
乙酸庚酯可用作香精。